# 条顿堡林山
条顿堡林山（發音：[ˈtɔʏtoˌbʊʁɡɐ ˈvalt] ⓘ），又称条顿堡森林，是位于德国北莱茵-威斯特法伦州和下萨克森州的一片低矮、丛林覆盖的山脉。

## 名称
原名“奥斯宁山”（Osning），1616年被德国地理和历史学家菲利普·克吕弗改为条顿堡林山（Teutoburger Wald），因为罗马帝国的作家塔西陀在描述条顿堡森林战役时称该地区为“teutoburgiensis saltus”。东南方有座386米高的山，名字是Teutberg或Grotenburg。
如今的奥斯宁只是条顿堡林山的一部分，在比勒费尔德东南方向的埃布山（309.5m）一带。

## 地理

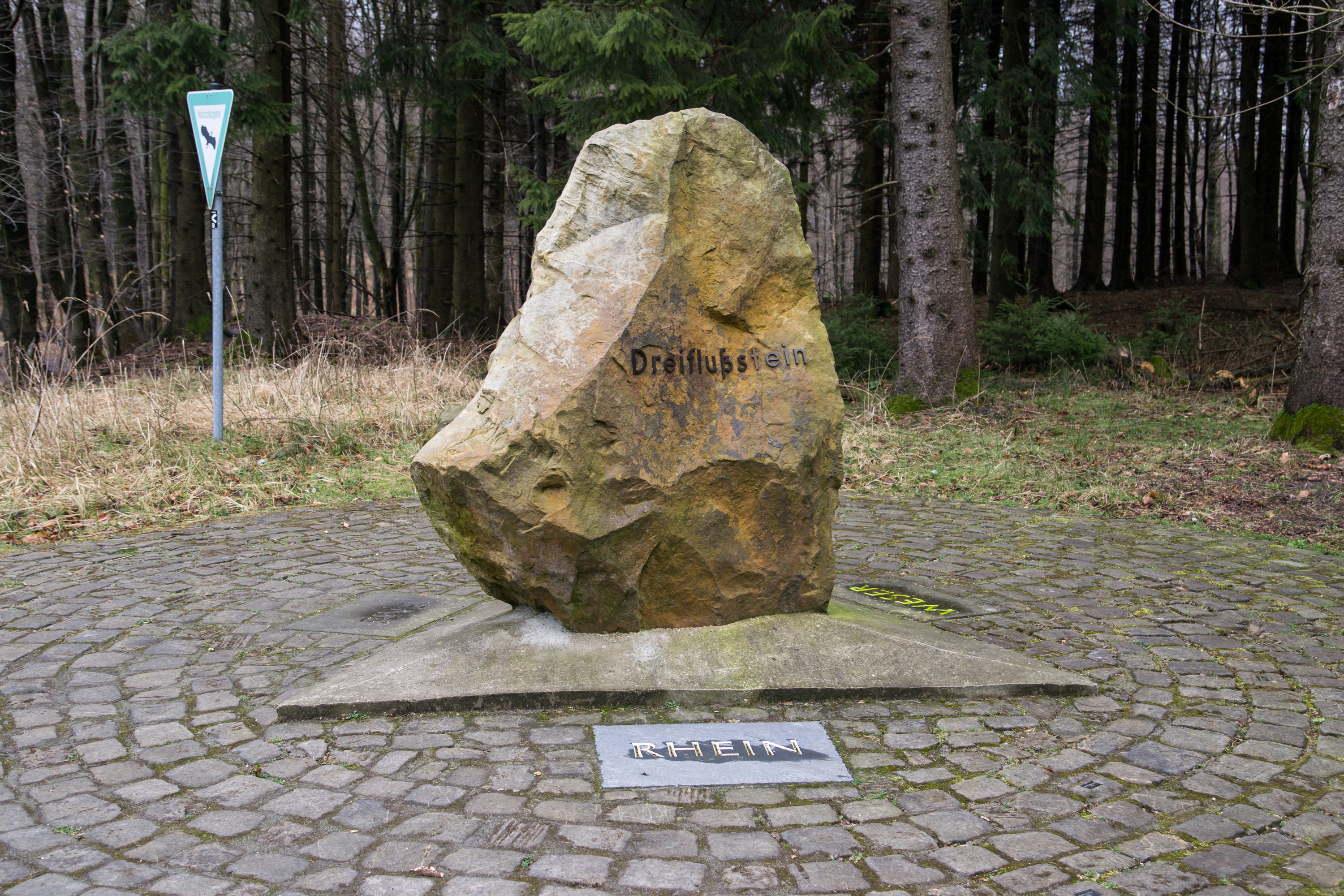
位于代特莫尔德的三河分水石

条顿堡林山中部是威悉河与埃姆斯河流域的分水岭的一部分，东南部是莱茵河与威悉河流域的分水岭的一部分。流经条顿堡林山的最长的河是埃姆斯河（371km）、利珀河（220km）和哈瑟河（170 km），除此之外还有许多小溪。
| 名称       | 海拔（米） | 坐标                                        |
| ---------- | ---------- | ------------------------------------------- |
| Barnacken  | 446.4      | 51°51′19″N 8°54′13″E / 51.85528°N 8.90361°E |
| Eggeberg   | 437.0      |                                             |
| Hohlestein | 433.2      | 51°49′59″N 8°54′30″E / 51.83306°N 8.90833°E |
| Langenberg | 418.8      | 51°51′48″N 8°53′20″E / 51.86333°N 8.88889°E |
| Stemberg   | 401.9      | 51°52′43″N 8°53′21″E / 51.87861°N 8.88917°E |

## 景点

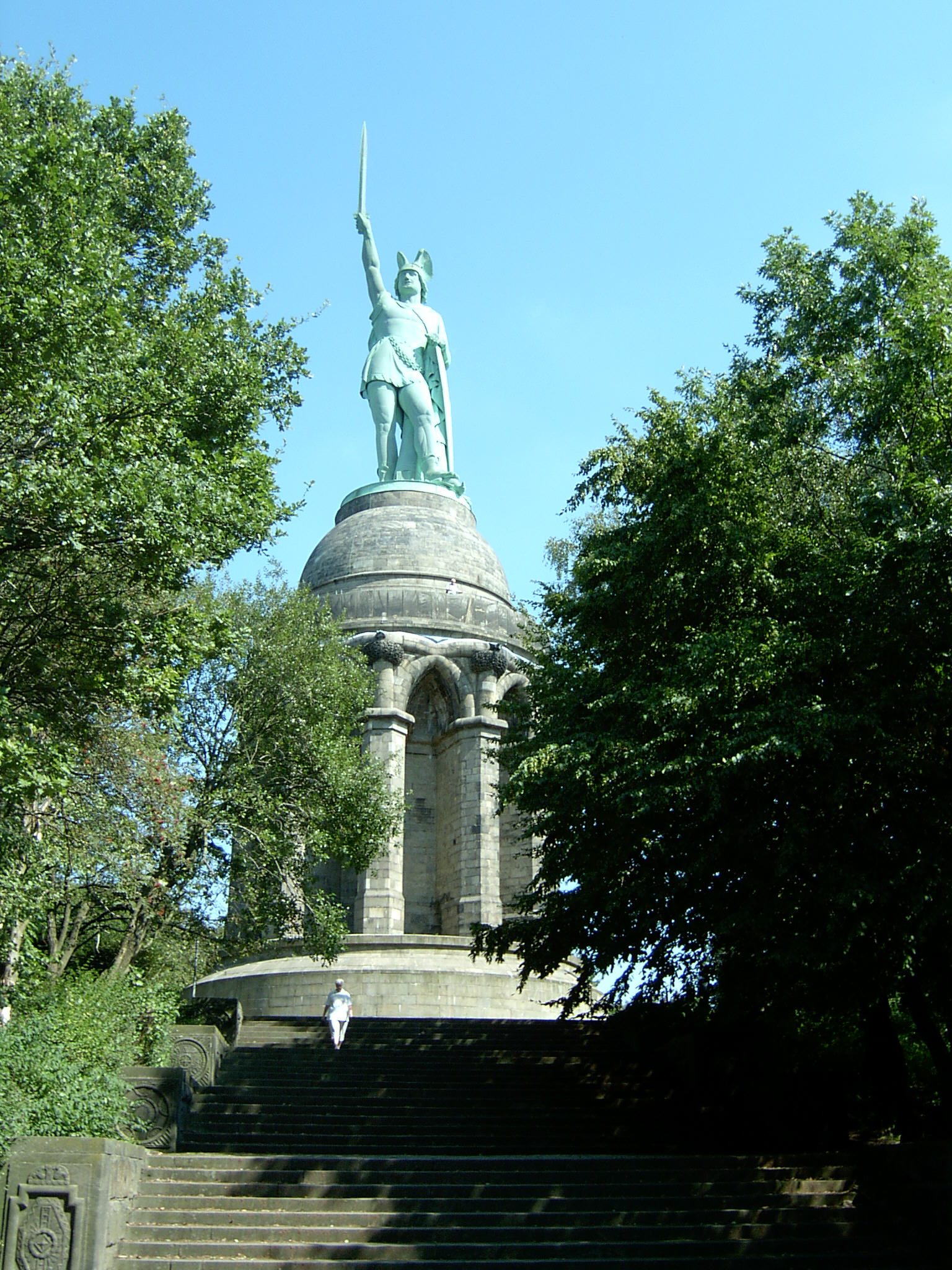
赫尔曼纪念碑（德语：Hermannsdenkmal）
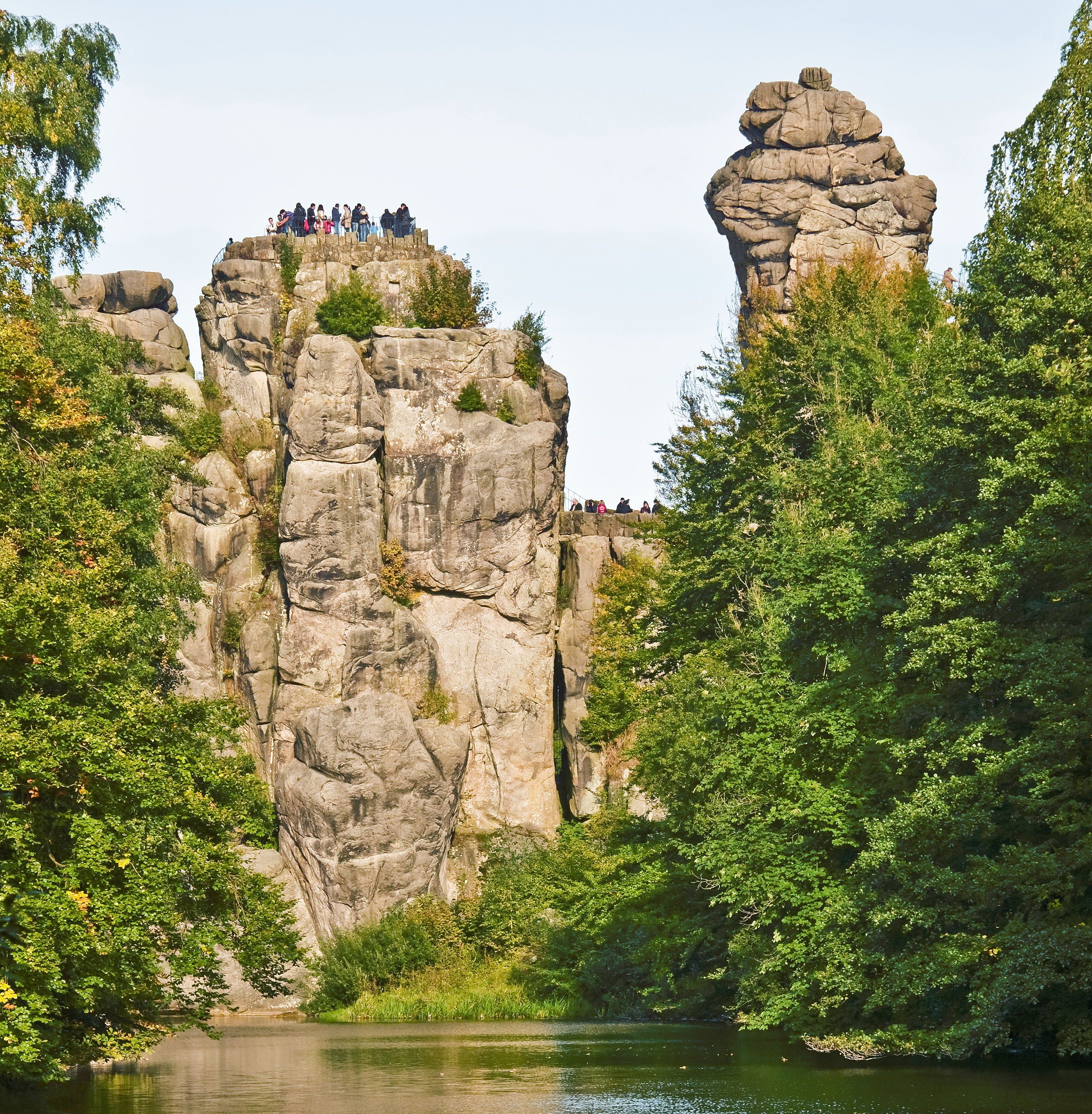
Externsteine（德语：Externsteine）
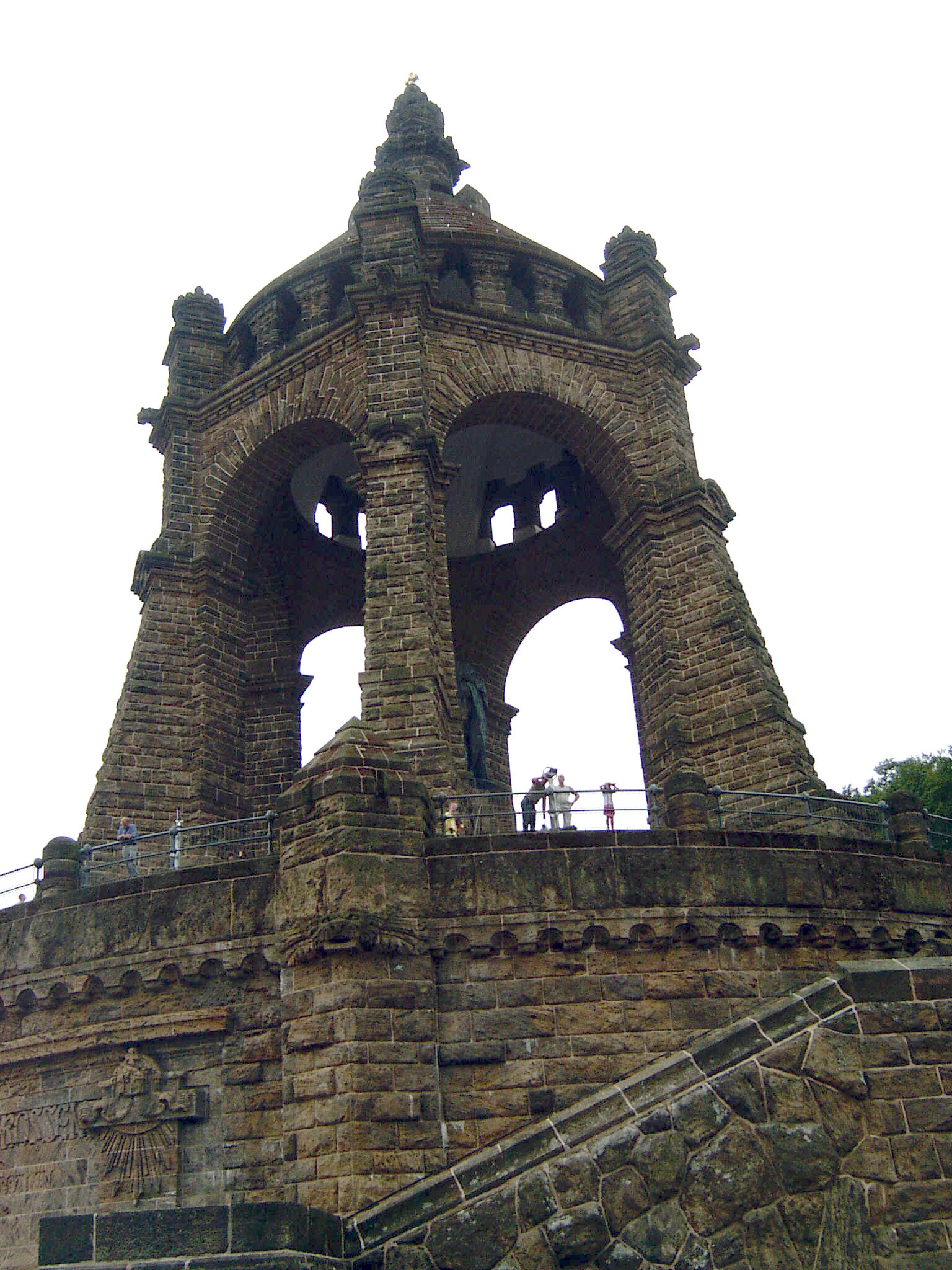
威廉皇帝纪念碑